# Pfungstadt
Pfungstadt is een gemeente in de Duitse deelstaat Hessen, gelegen in de Landkreis Darmstadt-Dieburg. De stad telt 25.029 inwoners.

## Geografie
Pfungstadt heeft een oppervlakte van 42,53 km² en ligt in het centrum van Duitsland, iets ten westen van het geografisch middelpunt.

## Stadsdelen
- Eich
- Eschollbrücken
- Hahn
- Kernstadt

## Partnersteden
- Figline Valdarno (Italië), sinds 1993
- Gradignan (Frankrijk), sinds 1996
- Hévíz (Hungarije), sinds 2005
- Retford (Verenigd Koninkrijk), sinds 1979

Alsbach-Hähnlein ·
Babenhausen ·
Bickenbach ·
Dieburg ·
Eppertshausen ·
Erzhausen ·
Fischbachtal ·
Griesheim ·
Groß-Bieberau ·
Groß-Umstadt ·
Groß-Zimmern ·
Messel ·
Modautal ·
Mühltal ·
Münster ·
Ober-Ramstadt ·
Otzberg ·
Pfungstadt ·
Reinheim ·
Roßdorf ·
Schaafheim ·
Seeheim-Jugenheim ·
Weiterstadt